# .gw
.gw è il dominio di primo livello nazionale assegnato alla Guinea-Bissau.
È amministrato dalla Autoridade Reguladora Nacional das Tecnologias de Informação e Comunicação da Guiné Bissau (ARN) ed è gestito dall'associazione che si occupa del dominio .pt.